# Sydafrikas Grand Prix 1980
Sydafrikas Grand Prix 1980 var det tredje av 14 lopp ingående i formel 1-VM 1980.  

## Resultat
1. René Arnoux, Renault, 9 poäng
2. Jacques Laffite, Ligier-Ford, 6
3. Didier Pironi, Ligier-Ford, 4
4. Nelson Piquet, Brabham-Ford, 3
5. Carlos Reutemann, Williams-Ford, 2
6. Jochen Mass, Arrows-Ford, 1
7. Jean-Pierre Jarier, Tyrrell-Ford
8. Emerson Fittipaldi, Fittipaldi-Ford
9. Clay Regazzoni, Ensign-Ford
10. Ricardo Zunino, Brabham-Ford
11. John Watson, McLaren-Ford
12. Mario Andretti, Lotus-Ford
13. Geoff Lees, Shadow-Ford (varv 70, upphängning)

### Förare som bröt loppet
- Bruno Giacomelli, Alfa Romeo (varv 69, motor)
- Jean-Pierre Jabouille, Renault (61, punktering)
- Derek Daly, Tyrrell-Ford (61, punktering)
- Keke Rosberg, Fittipaldi-Ford (58, olycka)
- Patrick Depailler, Alfa Romeo (53, för få varv)
- Alan Jones, Williams-Ford (34, växellåda)
- Gilles Villeneuve, Ferrari (31,transmission)
- Jody Scheckter, Ferrari (14, motor)
- Riccardo Patrese, Arrows-Ford (10, snurrade av)
- Eddie Cheever, Osella-Ford (8, snurrade av)
- Elio de Angelis, Lotus-Ford (1, snurrade av)

### Förare som ej startade
- Alain Prost, McLaren-Ford (bruten handled)
- Marc Surer, ATS-Ford

### Förare som ej kvalificerade sig
- Dave Kennedy, Shadow-Ford
- Jan Lammers, ATS-Ford

## VM-ställning
| Förarmästerskapet 1. René Arnoux, Renault, 18 2. Alan Jones, Williams-Ford, 13 3. Nelson Piquet, Brabham-Ford, 9 | Konstruktörsmästerskapet 1. Renault, 18 2. Williams-Ford, 15 3. Ligier-Ford, 13 |